# Вільгельм Герлах
Вільгельм Герлах (нім. Wilhelm Gerlach; 15 серпня 1905, Айзенах — 29 серпня 1984) — німецький офіцер-підводник, оберлейтенант-цур-зее резерву крігсмаріне (1 березня 1943).

## Біографія
В листопаді 1939 року вступив на флот. З липня 1940 по вересень 1941 року — старший штурман, в січні-серпні 1942 року — вахтовий офіцер на підводному човні U-124. З 27 березня 1943 року — командир U-490. 4 травня 1944 року вийшов у свій перший і останній похід. 12 червня U-490 був потоплений північно-західніше Азорських островів (42°47′ пн. ш. 40°08′ зх. д.) глибинними бомбами літаків з ескортного авіаносця ВМС США «Кроатан» і ескортних міноносців «Фрост», «Г'юс» та «Інч». Всі 60 членів екіпажу були врятовані і взяті в полон.